# Gruzie na letních olympijských hrách
Gruzie na letních olympijských hrách startuje od roku 1996. Toto je přehled účastí, medailového zisku a vlajkonošů na dané sportovní události.

## Účast na Letních olympijských hrách
| Dějiště LOH            | LOH      | Vlajkonoš                                                 | Zlatá medaile | Stříbrná medaile | Bronzová medaile | Celkem |
| ---------------------- | -------- | --------------------------------------------------------- | ------------- | ---------------- | ---------------- | ------ |
| 1996 Atlanta           | LOH 1996 | Giorgi K'andelak'i                                        |               |                  | 2                | 2      |
| 2000 Sydney            | LOH 2000 | Giorgi Asanidze                                           |               |                  | 6                | 6      |
| 2004 Athény            | LOH 2004 | Zurab Zviadauri                                           | 2             | 2                |                  | 4      |
| 2008 Peking            | LOH 2008 | Ramaz Nozadze                                             | 3             | 2                | 2                | 7      |
| 2012 Londýn            | LOH 2012 | Nino Salukvadzeová                                        | 1             | 2                | 3                | 6      |
| 2016 Rio de Janeiro    | LOH 2016 | Avtandil Črikišvili (zahájení) Laša Talachadze (ukončení) | 2             | 1                | 4                | 7      |
| 2020 Tokio             | LOH 2020 | Nino Salukvadzeová Laša Talachadze                        | 2             | 5                | 1                | 8      |
| 2024 Paříž             | LOH 2024 | Nino Salukvadzeová Laša Talachadze                        | 3             | 3                | 1                | 7      |
| Celkem                 | 8        |                                                           | 13            | 15               | 19               | 47     |
| Zdroj na Olympedia.org |          |                                                           |               |                  |                  |        |